# Eufemio Cabral
Eufemio Raúl Fernández Cabral (Asunción, 21 marzo 1955) è un ex calciatore paraguaiano, di ruolo centrocampista.

## Carriera
Con la Nazionale paraguaiana ha partecipato al campionato del mondo 1986.